# Carlos Neva
Carlos Neva Tey (El Puerto de Santa María, España, 12 de junio de 1996) es un futbolista español. Juega de defensa y actualmente se encuentra sin equipo.

## Trayectoria
Neva comenzó su carrera sénior en el Portuense en 2013 antes de pasar por la cantera del Real Madrid en 2014, y por la del Sevilla entre 2014 y 2016.
En 2016 fichó por el Marbella Fútbol Club de la Segunda División B.
Pese a no tener demasiadas oportunidades en el club marbellí, en 2017 fichó por el Recreativo Granada, el filial del Granada Club de Fútbol. En el filial granadinista consiguió hacerse con el puesto de titular desde el principio, lo que le valió, debido a la lesión de larga duración de Álex Martínez para entrar en 2019 en varias convocatorias del primer equipo, que estaba inmerso dentro de las primeras posiciones de la Segunda División, y con bastantes opciones de ascender a Primera División.
El 8 de junio de 2019 hace su debut como futbolista profesional en Segunda División en la última jornada del campeonato frente al A. D. Alcorcón, en un partido en el que el conjunto granadinista no se jugaba nada, ya que en la jornada anterior amarró el ascenso a Primera División.
Durante la pretemporada 2019-20 se convirtió en miembro de pleno derecho de la primera plantilla del Granada, con el objetivo de la permanencia en Primera.
Tras la lesión de Quini Marín, debutó en Primera División el 21 de septiembre de 2019 frente al Fútbol Club Barcelona en el Nuevo Los Cármenes, con una victoria del Granada por 2-0.

## Estadísticas

### Clubes
Actualizado al último partido disputado el 1 de junio de 2025.
| Club                           | Div.          | Temporada     | Liga  | Liga  | Copas nacionales | Copas nacionales | Copas internacionales | Copas internacionales | Total | Total |
| Club                           | Div.          | Temporada     | Part. | Goles | Part.            | Goles            | Part.                 | Goles                 | Part. | Goles |
| ------------------------------ | ------------- | ------------- | ----- | ----- | ---------------- | ---------------- | --------------------- | --------------------- | ----- | ----- |
| Racing Club Portuense · España | 3.ª           | 2012-13       | 5     | 1     | —                | —                | —                     | —                     | 5     | 1     |
| Racing Club Portuense · España | Total club    | Total club    | 5     | 1     | 0                | 0                | 0                     | 0                     | 5     | 1     |
| Sevilla F. C. "C" · España     | 3.ª           | 2015-16       | 33    | 0     | —                | —                | —                     | —                     | 33    | 0     |
| Sevilla F. C. "C" · España     | Total club    | Total club    | 33    | 0     | 0                | 0                | 0                     | 0                     | 33    | 0     |
| Marbella F. C. · España        | 2.ª B         | 2016-17       | 15    | 0     | —                | —                | —                     | —                     | 15    | 0     |
| Marbella F. C. · España        | Total club    | Total club    | 15    | 0     | 0                | 0                | 0                     | 0                     | 15    | 0     |
| Recreativo Granada · España    | 2.ª B         | 2017-18       | 24    | 0     | —                | —                | —                     | —                     | 24    | 0     |
| Recreativo Granada · España    | 2.ª B         | 2018-19       | 31    | 1     | —                | —                | —                     | —                     | 31    | 1     |
| Recreativo Granada · España    | Total club    | Total club    | 55    | 1     | 0                | 0                | 0                     | 0                     | 55    | 1     |
| Granada C. F. · España         | 2.ª           | 2018-19       | 1     | 0     | 0                | 0                | —                     | —                     | 1     | 0     |
| Granada C. F. · España         | 1.ª           | 2019-20       | 26    | 0     | 3                | 0                | —                     | —                     | 29    | 0     |
| Granada C. F. · España         | 1.ª           | 2020-21       | 22    | 0     | 2                | 0                | 13                    | 0                     | 37    | 0     |
| Granada C. F. · España         | 1.ª           | 2021-22       | 26    | 0     | 1                | 0                | —                     | —                     | 27    | 0     |
| Granada C. F. · España         | 2.ª           | 2022-23       | 27    | 2     | 1                | 0                | —                     | —                     | 28    | 2     |
| Granada C. F. · España         | 1.ª           | 2023-24       | 36    | 0     | 0                | 0                | —                     | —                     | 36    | 0     |
| Granada C. F. · España         | 2.ª           | 2024-25       | 19    | 1     | 0                | 0                | —                     | —                     | 19    | 1     |
| Granada C. F. · España         | Total club    | Total club    | 157   | 3     | 7                | 0                | 13                    | 0                     | 177   | 3     |
| Total carrera                  | Total carrera | Total carrera | 265   | 5     | 7                | 0                | 13                    | 0                     | 285   | 5     |
| 1. 2.                          |               |               |       |       |                  |                  |                       |                       |       |       |